# Lehota
Lehota – wieś i gmina (obec) w powiecie Nitra, w kraju nitrzańskim na Słowacji. Znajduje się na Nizinie Naddunajskiej w niewielkiej odległości na zachód od miasta Nitra.